# IBM zEC12 (mikroprocesszor)
A zEC12 mikroprocesszor (zEnterprise EC12 vagy röviden z12) egy az IBM által gyártott csip, amelyet a zEnterprise EC12 nagyszámítógépekben való felhasználás céljából készítettek. 2012. augusztus 28-án jelentették be. Az eredetileg IBM tulajdonú East Fishkill-i csipgyártó üzemben gyártják. Az üzemet 2014-ben az IBM átadta a GlobalFoundries cégnek, amely az elkövetkező tíz évben folytatja a gyártást. A processzort 2012 őszén kezdték szállítani. Az IBM állítása szerint ez a világ leggyorsabb mikroprocesszora, és közel 25%-kal gyorsabb elődjénél, a z196 processzornál.

## Leírás
A csip mérete 597,24 mm², 2,75 milliárd tranzisztorból áll, az IBM 32 nm-es CMOS szilícium szigetelőn (silicon on insulator, SOI) gyártási folyamatával készül, 5,5 GHz órajelet támogat, ezáltal ez a valaha gyártott legmagasabb órajelfrekvenciájú kereskedelmi forgalomba hozott CPU.
A processzor a CISC z/Architecture architektúrát valósítja meg, szuperskalár, sorrendtől eltérő (out-of-order) utasítás-futószalaggal, néhány új utasítása is van, amelyek többnyire a tranzakciós végrehajtással kapcsolatosak.
A magokban sok egyéb fejlesztést is végrehajtottak, így például javították az elágazásbecslést, fejlesztették a sorrenden kívüli végrehajtást és beépítettek egy dedikált koprocesszort a tömörítés és kriptográfia céljaira. Az utasítás-futószalag 15-től 17 fokozatig terjedhet; az utasítássor 40 utasítást tartalmazhat és max. 90 utasítás lehet a végrehajtás állapotában.
A processzor hat magot tartalmaz, mindegyik mag külön-külön egy saját 64 KiB L1 utasítás-gyorsítótárral, egy 96 KiB L1 adat-gyorsítótárral, egy 1 MiB másodlagos utasítás-gyorsítótárral és egy 1 MiB L2 adat-gyorsítótárral rendelkezik. Ezeken felül egy 48 MiB osztott harmadik szintű gyorsítótárat is megvalósítottak eDRAM-ban, ezek vezérlését két lapkára integrált harmadik szintű gyorsítótár-vezérlő végzi. A processzorban található még egy kiegészítő osztott L1 gyorsítótár is, amelynek a tömörítési és kriptográfiai műveletekben van szerepe.
Mindegyik magnak hat RISC-szerű végrehajtóegysége van, ezek közül kettő fixpontos egység (ALU), kettő betöltő-tároló egység, egy bináris lebegőpontos egység és egy decimális lebegőpontos egység. A zEC12 csip három utasítást képes dekódolni és hét műveletet tud végrehajtani egy órajelciklus alatt. Mindegyik maghoz egy speciális koprocesszor gyorsító egység csatlakozik; elődjében, a z196 processzorban csak két osztott gyorsító egység van, amelyeket a négy mag közösen használ.
A zEC12 csip egy kártyára integrált sokcsatornás DDR3 RAM memóriavezérlővel is rendelkezik, amely egy RAID-szerű konfigurációt támogat a memóriahibák kiküszöbölése céljából. A zEC12 tartalmaz még két GX sín-vezérlőt, amelyekkel a gazdagép csatorna-adaptereihez és a perifériákhoz csatlakozik.

## Osztott gyorsítótárak
A rendszerben minden csip egy a 6 mag közösen használt 48 MiB méretű harmadik szintű gyorsítótárral és egyéb integrált eszközökkel rendelkezik a szimmetrikus többprocesszoros működés (SMP) támogatására, azonban mindezeken túl a csipek mellett még két dedikált kísérő csipet is elhelyeztek, ezek az osztott gyorsítótár (Shared Cache, SC) csipek, amelyek egyenként további 192 MiB lapkán kívüli L4 gyorsítótárat adnak a rendszerhez, ami összesen 384 MiB L4 gyorsítótárat jelent. Az L4 gyorsítótárat a könyvben elhelyezett összes processzor közösen használja (az IBM nagygépekben a processzorokat tartalmazó fiókszerű modulokat könyveknek nevezik). Az SC csipek ugyanazzal a gyártási folyamattal készülnek, mint a zEC12 processzor csipek, méretük 28,4 x 23,9 mm és egy SC csip 3,3 milliárd tranzisztorból áll.

## Többcsipes modul
A zEnterprise System EC12 rendszer többcsipes modulokat (multi-chip module, MCM) alkalmaz. Ebben a rendszerben egy modulban hat zEC12 csip helyezkedik el. Az MCM-ben két osztott gyorsítótár-csip is található, amik a processzorok egymás közti kommunikációját biztosítják 40 GiB/s sebességű összeköttetésekkel. Egy zEC12 csip fogyasztása 300 W körüli, a teljes MCM-et egy 1800 W elnyelésére képes folyadékhűtő-rendszerrel hűtik.
A zEnterprise System különböző modelljeiben eltérő számú aktív mag működik. Ez úgy érhető el, hogy egyes MCM-ekben az ötödik és/vagy a hatodik mag le van tiltva.

## Fordítás
Ez a szócikk részben vagy egészben  az   IBM zEC12 (microprocessor) című angol Wikipédia-szócikk ezen változatának fordításán alapul.  Az eredeti cikk szerkesztőit annak laptörténete sorolja fel. Ez a jelzés csupán a megfogalmazás eredetét és a szerzői jogokat jelzi, nem szolgál a cikkben szereplő információk forrásmegjelöléseként.